# Daewoo Ngatpang
Daewoo Ngatapang là một câu lạc bộ bóng đá Palau thành lập năm 2004 và bắt đầu thi đấu tại Giải bóng đá vô địch quốc gia Palau, giải bóng đá cấp độ cao nhất ở Palau, ngay trong mùa giải đầu tiên năm 2004, còn có tên là Palau Soccer Association Local League, và đội bóng giành chức vô địch. Tuy nhiên họ không thi đấu ở mùa giải 2006–07 season, có thể đã tham gia ở các mùa bóng khác nhưng thông tin không đầy đủ. Mặc dù vậy, mùa giải tiếp theo chắc chắn có tham gia là 2010, khi đội bóng vô địch lần thứ hai. Chỉ có Team Bangladesh là có nhiều danh hiệu hơn.